# Liste des souverains de Powys

Carte des royaumes gallois vers 1093.

La liste des souverains du Powys réunit les rois et princes du royaume de Powys, dans l'est du pays de Galles. Elle débute avec son fondateur légendaire Cadeyrn Fendigaid, fils de Vortigern, qui aurait vécu dans la première moitié du Ve siècle, et se poursuit jusqu'à la conquête du pays de Galles par le roi anglais Édouard Ier en 1283.

## Liste des souverains du Powys

### Gwerthrynion
Les dates de ces rois sont très incertaines.
| Nom                                                    | Dates de règne  | Notes |
| ------------------------------------------------------ | --------------- | --- |
| Cadeyrn ap Vortigern Fendigaid « le Béni »             | ? – 447/455 ?   | - Fils de Vortigern. - Tué à la bataille d'Aylesford en affrontant les Anglo-Saxons d'après la Historia Brittonum.         |
| Cadell ap Cadeyrn Ddyrnllwg « au Pommeau rutilant »    | vers 450 ?      | - Fils de Cadeyrn Fendigaid.                                                                                               |
| Rhyddfedd ap Categern Frych « aux Taches de rousseur » | vers 480 ?      | - Peut-être fils de Cadeyrn Fendigaid.                                                                                     |
| Cyngen ap Cadell Glodrydd « le Renommé »               | vers 500 ?      | - Fils de Cadell Ddyrnllwg.                                                                                                |
| Pasgen ap Cyngen                                       | vers 530 ?      | - Fils de Cyngen Glodrydd.                                                                                                 |
| Morgan ap Pasgen                                       | vers 540 ?      | - Fils de Pasgen ap Cyngen.                                                                                                |
| Brochwel ap Cyngen Ysgythrog « aux Crocs de chien »    | vers 550 ?      | - Fils de Cyngen Glodrydd et oncle de Morgan ap Pasgen.                                                                    |
| Cynan ap Brochwel Garwyn « aux Jambes blanches »       | vers 570 ?      | - Fils de Brochwel Ysgythrog.                                                                                              |
| Selyf ap Cynan Sarffgadau « le Serpent de bataille »   | mort en 613/616 | - Fils de Cynan Garwyn. - Tué à la bataille de Chester en affrontant les Anglo-Saxons.                                     |
| Eiludd Powys                                           | mort en 642 ?   | - Fils de Cynan Garwyn ou de Selyf Sarffgadau. - Peut-être tué à la bataille de Maserfield en affrontant les Anglo-Saxons. |
| Beli ab Eiludd                                         | vers 650 ?      | - Fils d'Eiludd Powys ou, moins probablement, de Manwgan ap Selyf.                                                         |
| Gwylog ap Beli                                         | vers 700 ?      | - Fils de Beli ab Eiludd.                                                                                                  |
| Elisedd ap Gwylog                                      | vers 725 ?      | - Fils de Gwylog ap Beli. - Il est commémoré par le pilier d'Eliseg, érigé par son arrière-petit-fils Cyngen ap Cadell.    |
| Brochfael ap Elisedd                                   | vers 760 ?      | - Fils d'Elisedd ap Gwylog.                                                                                                |
| Cadell ap Brochfael                                    | mort en 808 ?   | - Fils de Brochfael ap Elisedd. - Sa mort est enregistrée par les Annales Cambriae.                                        |
| Cyngen ap Cadell                                       | mort en 854/855 | - Fils de Cadell ap Brochfael. - Mort en pèlerinage à Rome. - Il est le dernier roi du Powys de la lignée de Cadell.       |

### Merfynion
| Nom                                | Dates de règne    | Notes |
| ---------------------------------- | ----------------- | --- |
| Rhodri ap Merfyn Mawr « le Grand » | 855 – 878         | - Fils du roi du Gwynedd Merfyn Frych et de Nest ferch Cadell, la fille de Cadell ap Brochfael. - Roi du Gwynedd dès 844, il prend le contrôle du Powys en 855 et du Ceredigion en 872. - Tué en affrontant les Anglais. |
| Merfyn ap Rhodri                   | 878 – vers 900    | - Fils de Rhodri Mawr. - Dépossédé par son frère Cadell ? |
| Llywelyn ap Merfyn                 | vers 900 – 942    | - Fils de Merfyn ap Rhodri. |
| Hywel ap Cadell Dda « le Bon »     | 942/943 – 949/950 | - Fils de Cadell ap Rhodri et petit-fils de Rhodri Mawr. - Roi du Deheubarth dès 903 ou 904, il prend le contrôle du Gwynedd et du Powys après la mort d'Idwal Foel. - À sa mort, ses trois fils se partagent le Deheubarth et le Powys.                                                                                    |
| Owain ap Hywel                     | 949/950 – 988     | - Fils de Hywel Dda. |
| Maredudd ab Owain                  | 988 – 999         | - Fils d'Owain ap Hywel Dda et petit-fils de Hywel Dda. |
| Llywelyn ap Seisyll                | 999 – 1023        | - D'ascendance inconnue, il épouse Angharad, la fille de Maredudd ab Owain. - Il règne également sur le Gwynedd et sur le Deheubarth à partir de 1017/1018. |
| Iago ab Idwal ap Meurig            | 1023 – 1039       | - Fils d'Idwal ap Meurig et arrière-petit-fils d'Idwal Foel. - Il règne également sur le Gwynedd. - Selon Thomas Charles-Edwards, il ne serait devenu roi qu'après la mort de Cynan ap Seisyll, le frère de Llywelyn, en 1033.                                                                                              |
| Gruffydd ap Llywelyn               | 1039 – 1063       | - Fils de Llywelyn ap Seisyll et d'Angharad ferch Maredudd, petit-fils par sa mère du roi du Deheubarth Maredudd ab Owain. - Il est également roi du Gwynedd et conquiert en 1055 le Deheubarth et le Morgannwg après sa victoire sur Gruffydd ap Rhydderch. - Assassiné par ses compatriotes durant une invasion anglaise. |

### Mathrafal
| Nom                 | Dates de règne | Notes |
| ------------------- | -------------- | --- |
| Bleddyn ap Cynfyn   | 1063 – 1075    | - Fils de Cynfyn ap Gwerstan et d'Angharad ferch Maredudd, demi-frère utérin de Gruffydd ap Llywelyn. - Il est également roi du Gwynedd. - Tué par le roi du Deheubarth Rhys ap Owain. |
| Rhiwallon ap Cynfyn | 1063 – 1069    | - Fils de Cynfyn ap Gwerstan et d'Angharad ferch Maredudd, demi-frère utérin de Gruffydd ap Llywelyn. - Il règne conjointement avec son frère Bleddyn sur le Gwynedd et le Powys. - Tué en affrontant les fils de Gruffydd ap Llywelyn à la bataille de Mechain (en).                                                                                         |
| Iorweth ap Bleddyn  | 1075 – 1103    | - Fils de Bleddyn ap Cynfyn. - Il soutient d'abord le comte Robert de Bellême dans sa révolte contre le roi anglais Henri Ier, puis rallie ce dernier. - Il est tout de même emprisonné par Henri en 1103. - Henri le libère et lui rend le Powys en 1110, mais il est tué l'année suivante par Madog ap Rhiryd (en), un allié de son neveu Owain ap Cadwgan. |
| Cadwgan ap Bleddyn  | 1075 – 1111    | - Fils de Bleddyn ap Cynfyn. - Il soutient Robert de Bellême dans sa révolte contre Henri Ier et parvient à se maintenir à la tête du Powys quand son frère est emprisonné. - Tué par Madog ap Rhiryd (en). |
| Owain ap Cadwgan    | 1111 – 1116    | - Fils de Bleddyn ap Cynfyn. - Il prend le contrôle du Powys après la mort de son oncle Iorweth et de son père Cadwgan. - Il est tué par le baron anglais Gérald de Windsor, dont il a ravi la femme Nest ferch Rhys en 1109. |
| Maredudd ap Bleddyn | 1116 – 1132    | - Fils de Bleddyn ap Cynfyn. - Il soutient Robert de Bellême dans sa révolte contre Henri Ier, mais son frère Iorweth le livre aux Anglais lorsqu'il les rallie en 1103. - Il s'évade en 1107 et prend le contrôle du Powys après la mort de son neveu Owain.                                                                                                 |
| Madog ap Maredudd   | 1132 – 1160    | - Fils de Maredudd ap Bleddyn. - Il est le dernier souverain du Powys unifié, qui est partagé entre sa mort entre ses trois fils survivants, son neveu et son demi-frère. |

### Powys Fadog
Le Powys Fadog correspond à la moitié nord de l'ancien royaume.
| Nom                    | Dates de règne | Notes |
| ---------------------- | -------------- | --- |
| Gruffydd Maelor Ier    | 1160 – 1191    | - Fils de Madog ap Maredudd. |
| Madog ap Gruffydd      | 1191 – 1236    | - Fils de Gruffydd Maelor Ier. |
| Gruffydd Maelor II     | 1236 – 1269    | - Fils de Madog ap Maredudd. |
| Madog (II) ap Gruffydd | 1269 – 1277    | - Fils de Gruffydd Maelor II. |
| Gruffydd Fychan Ier    | 1277 – 1283    | - Fils de Gruffydd Maelor II. - Il hérite du Iâl et de l'Edeirnion à la mort de son père, puis succède à son frère. - Allié de Llywelyn ap Gruffydd, il est dépouillé de ses titres après la victoire finale des Anglais. - Il est l'ancêtre d'Owain Glyndŵr. |

### Powys Wenwynwyn
Le Powys Wenwynwyn correspond à la moitié sud de l'ancien royaume.
| Nom                                    | Dates de règne | Notes |
| -------------------------------------- | -------------- | --- |
| Owain ap Gruffydd Cyfeiliog            | 1160 – 1195    | - Fils de Gruffydd ap Maredudd et neveu de Madog ap Maredudd. - Il abdique pour se faire moine à Strata Marcella, où il meurt en 1197.                                                  |
| Gwenwynwyn ap Owain                    | 1195 – 1216    | - Fils d'Owain Cyfeiliog. - Il est chassé de son domaine par le roi du Gwynedd Llywelyn ab Iorwerth.                                                                                    |
| Llywelyn ab Iorwerth Fawr « le Grand » | 1216 – 1240    | - Roi du Gwynedd depuis 1195, il prend le contrôle du Powys Wenwynwyn en 1216. |
| Dafydd ap Llywelyn                     | 1240 – 1241    | - Fils de Llywelyn Fawr et de Jeanne d'Angleterre. - Par le traité de Gwerneigron, Henri III le contraint à abandonner toutes ses terres en-dehors du Gwynedd, dont le Powys Wenwynwyn. |
| Gruffydd ap Gwenwynwyn                 | 1241 – 1283    | - Fils de Gwenwynwyn ap Owain. - Il est restauré par le roi Henri III. - Allié des Anglais durant leur dernière campagne contre Llywelyn ap Gruffydd, il devient baron de la Pole.      |